# Brucepattersonius iheringi
Brucepattersonius iheringi е вид гризач от семейство Хомякови (Cricetidae). Видът не е застрашен от изчезване.

## Разпространение
Разпространен е в Аржентина и Бразилия.